# Avitta aroa
Avitta aroa är en fjärilsart som beskrevs av George Thomas Bethune-Baker 1906. Avitta aroa ingår i släktet Avitta och familjen nattflyn. Inga underarter finns listade i Catalogue of Life.